# Херфф, Максимилиан фон
Максимилиан Карл Отто фон Херфф (нем. Maximilian Karl Otto von Herff; 1893, Ганновер — 1945, Конисхед, графство Камбрия, Великобритания) — один из высших офицеров СС и руководителей войск СС нацистской Германии, обергруппенфюрер СС, генерал войск СС. Начальник Главного управления кадров СС (с 1 октября 1942 до конца войны).

## Биография
Сын врача, прусского санитарного советника. Из дворян, происходивших от льежских гугенотов, бежавших от преследований в Германию.
Участник Первой мировой войны. С августа 1914 года служил лейтенантом в 115-м лейб-пехотном (1-м лейб-гвардейском Великогерцогском Гессенском) полку прусской армии. Позднее служил в 5-м Нижнесилезском и 164-м пехотных полках. С октября 1918 года — старший лейтенант. Несколько раз ранен. За время Первой мировой войны неоднократно награждался.
С марта по октябрь 1919 года служил в ганноверском фрайкоре. После демобилизации армии, оставлен в рейхсвере. С 1926 года служил в 18-м кавалерийском полку.
В 1928 году — капитан 15-го пехотного полка, в 1934 г. стал майором. С марта 1935 года — офицер штаба VIII-го армейского корпуса вермахта в Бреслау, с 1937 года — подполковник, а с января 1939 года — адъютант в штабе XVII армейского корпуса нацистской Германии в Вене.
Участник Второй мировой войны. В ноябре 1940 года фон Херфф был назначен командиром 115-стрелкового полка 15 танковой дивизии. С апреля по май 1941 года — командир «боевой группы Херфф» в составе Немецкого Африканского корпуса, сражался под Тобруком (Ливия).
С 13 мая 1941 по 16 июня 1941 года полковник Максимилиан фон Херфф — командир 15 танковой дивизии. Участник операций «Brevity» и «Skorpion».
В ноябре 1941 года его однополчанин Карл Вольф представил его рейхсфюреру Генриху Гиммлеру.
В апреле 1942 года стал членом НСДАП.
При реорганизации кадрового дела в СС был приглашён Г. Гиммлером в СС. 1 декабря 1941 г. исключён из состава вермахта и переведен оберфюрером в Ваффен-СС. Служил в РСХА.
С апреля 1942 г. — бригадефюрер СС. Генерал-майор (с июля 1942), Генерал-лейтенант Ваффен-СС (с января 1943).
Фанатичный национал-социалистом, в марте 1943 года отказался от протестантской веры.
После длительного обучения, был назначен начальником Главного управления кадров СС (с 1 октября 1942 до конца войны).
В мае 1943 года фон Херфф произвёл инспекцию объектов СС в оккупированной Польше. В генерал-губернаторстве он посетил 12 концлагерей, в том числе Майданек, Травники и гарнизон СС в Люблине. 15 мая фон Херфф встретился и заслушал отчёт генерал-лейтенанта СС и полиции Юргена Штропа о мерах по подавлению восстания в Варшавском гетто.
В начале мая 1945 года после неудачной попытки бегства оказался в британском плену и был заключён в лагере военнопленных на севере Англии в Гризейд-Холле. 6 сентября 1945 года Максимилиан фон Херфф скончался от инсульта в лагерном госпитале и был похоронен на немецком военном кладбище в Стаффордшире .

## Награды
- Железный крест 2-го класса (Королевство Пруссия) (14 октября 1914)
- Медаль «За храбрость» (Великое герцогство Гессен) (24 ноября 1915)
- Железный крест 1-го класса (Королевство Пруссия) (4 июля 1917)
- Железный воинский знак (Великое герцогство Гессен) (13 ноября 1917)
- Королевский орден Дома Гогенцоллернов рыцарский крест с мечами (Королевство Пруссия) (8 ноября 1918)
- Крест «За верную службу» (Княжество Шаумбург-Липпе)
- Нагрудный знак «За ранение» (1918) в серебре (11 января 1919) (Германская империя)
- Памятная военная медаль[нем.] (Австрия)
- Памятная военная медаль (Королевство Венгрия)
- Почётный крест Первой мировой войны 1914/1918 с мечами
- Медаль «В память 13 марта 1938 года»
- Медаль «В память 1 октября 1938 года»
- Медаль «За выслугу лет в вермахте» с 4-го по 1-й класс
- Пряжка к Железному кресту (1939) 2-го и 1-го класса
- Нагрудный знак «За ранение» (1939) в серебре
- Рыцарский крест Железного креста (13 июня 1941)
- Медаль «За воинскую доблесть» (Италия) в серебре (1943)
- Манжетная лента «Африка» (1943)
- Нагрудный знак «За танковую атаку» в серебре